# ریچارد دیویسون
ریچارد دیویسون (انگلیسی: Richard Davisson؛ زاده ۲۹ دسامبر ۱۹۲۲ درگذشته ۱۵ ژوئن ۲۰۰۴) یک فیزیک‌دان بود.